# Le Mariage de Louise Rohrbach
Pour plus de détails, voir Fiche technique et Distribution.
Le Mariage de Louise Rohrbach (Die Ehe der Luise Rohrbach) est un film allemand réalisé par Rudolf Biebrach, sorti en 1917.

## Synopsis
L'enseignante Luise Taden a été prévenue que son son fiancé, le fabricant Wilhelm Rohrbach, a récemment été condamné à trois jours de prison après avoir battu l'un de ses ouvriers. Le jour du mariage des deux, une catastrophe se produit lorsque Luise est attaquée par un inconnu devant une bijouterie. La nature brutale de Rohrbach éclate alors, il bat l'étranger à mort. Pour cette agression, un tribunal le condamne à trois ans de prison pour homicide involontaire.
Malgré les forts signes d'éloignement envers son nouveau mari, Luise Rohrbach prend sa défense et, en coopération avec son avocat Rüting, parvient à obtenir une réduction de peine à dix mois lors de la réouverture du dossier. Cependant, l'aversion de Luise pour Wilhelm est forte et devient sans limite lorsqu'il lui rend visite dans son appartement après sa libération. Ici, il essaie de la prendre de force après qu'elle a refusé de l'accepter.
Rohrbach cherche à se venger et tente de lui enlever leur enfant. Luise Rohrbach ne voit bientôt qu'un seul moyen de se débarrasser de son mari mal-aimé : elle prétend que l'enfant n'est pas le sien, mais le résultat d'une infidélité. En conséquence, elle devient adultère et est donc condamnée au tribunal. Après avoir purgé une courte peine de trois jours et achevé son divorce avec Rohrbach, elle est devenue l'épouse de l'avocat Rüting.

## Fiche technique
- Titre : Le Mariage de Louise Rohrbach
- Titre original : Die Ehe der Luise Rohrbach
- Réalisation : Rudolf Biebrach
- Scénario : Robert Wiene et Carl Froelich d'après le roman d'Emmi Elert
- Photographie : Karl Freund
- Musique  : Giuseppe Becce
- Production : Oskar Messter
- Pays d'origine : Empire allemand
- Format : Noir et blanc — 35 mm — 1,37:1 — Son : Mono
- Genre : Film dramatique
- Date de sortie : 1917

## Distribution
- Henny Porten : Louise Rohrbach
- Emil Jannings : Wilhelm Rohrbach
- Ludwig Trautmann : Rechtsanwalt Rütling
- Rudolf Biebrach : le directeur de l'école
- Klara Berger : la femme du directeur de l'école
- Frida Richard : la mère de l'homme assassiné